# Jeder-gegen-jeden-Turnier
Als Jeder-gegen-jeden-Turnier wird eine Turnierform bezeichnet, bei der jeder Turnierteilnehmer gleich oft gegen alle anderen Turnierteilnehmer antritt. Bei einigen Sportarten wird auch die englische Bezeichnung Round Robin oder beim Schach der Ausdruck Rundenturnier benutzt.
Dieses System wird u. a. in den meisten Sportligen angewandt. Nach einem festen Spielplan spielt jede Mannschaft gegen jede andere Mannschaft einmal zuhause und einmal auswärts. Diese Form des Rundenturniers wird Doppelrundenturnier (englisch Double Round Robin) genannt, weil jede Mannschaft jede andere zweimal trifft.

## Bezeichnungen

### Einfachrunde
In einer Einfachrunde tritt jeder Teilnehmer genau einmal gegen jeden Gegner an. Es werden keine Rückspiele ausgetragen.
Verschiedene Sportarten bezeichnen in Anlehnung an die Formulierung einfache Runde mit Hin- und Rückspiel auch einen Wettbewerbsmodus aus je einem Hin- und Rückspiel als Einfachrunde.
Damit jeder Teilnehmer gleich oft Heimrecht hat, ist die Zahl der Teilnehmer bei einer Einfachrunde oft ungerade. In der bis 2009 einrundigen Gruppenphase des UEFA-Pokals hatte daher jede Gruppe fünf Teilnehmer. Ist die Teilnehmerzahl gerade, hat die Hälfte einmal öfter Heimrecht, während die andere Hälfte einmal mehr auswärts spielt. Ausnahme hiervon sind Veranstaltungen wie die Fußball-Europameisterschaft, bei der es im Normalfall nur einen Gastgeber gibt und die Teilnehmeranzahl der Gruppe so für das Heimrecht irrelevant wird.

### Doppelrunde
Eine Doppelrunde besteht aus zwei Einfachrunden. Damit nicht bei jeder Runde einer pausieren muss, ist die Zahl der Teilnehmer bei einem Doppelrundenturnier meist gerade.
In manchen Sportarten (z. B. im Eishockey) bezieht sich die Bezeichnung auf zwei Einfachrunden mit Hin- und Rückspiel. Dann tritt in einer Doppelrunde jedes Team viermal gegen jeden Gegner an, in je zwei Heimspielen und zwei Auswärtsspielen.

### Weitere Bezeichnungen
Analog zu Doppelrunde sind auch andere Vielfache von Einfachrunden möglich. Dabei kann die Definition von Einfachrunde analog zu oben unterschiedlich sein. Die ungarische Fußballliga spielt mit zwölf Mannschaften eine Dreifachrunde: Jeder spielt dreimal gegen jeden Gegner (33 Spiele). Im Eishockey wird dieses System als Eineinhalbfachrunde bezeichnet, so spielt die Regionalliga Ost 2019/20 mit neun Mannschaften je drei Mal gegen jede andere (24 Spiele). Dreifachrunden bezeichnen dagegen drei Runden mit jeweils Hin- und Rückspielen, siehe z. B. die Saison 1993/94 der 2. Eishockey-Bundesliga.

## Bewertung
Das Rundenturnier, insbesondere das Doppelrundenturnier, wird allgemein als gerechtestes System angesehen; tatsächlich liefert es theoretisch eine korrekte durchgehende Reihung vom ersten bis zum letzten Platz.
Bei einem reinen Rundenturnier treffen im Allgemeinen die beiden Bestplatzierten nicht erst in der letzten Runde aufeinander. Daher fällt die Entscheidung über den Gewinn des Titels sehr häufig bereits vor der letzten Spielrunde, sodass die letzten Spiele kein Interesse mehr hervorrufen, was aus Sicht des Veranstalters unerwünscht ist. Fällt die Entscheidung über den Titel tatsächlich erst in der letzten Spielrunde, so gibt meist ein sogenanntes „Fernduell“ den Ausschlag und nicht ein direkter Vergleich. Auf diese Weise entstehen Königsmacher-Konstellationen, aber auch die Möglichkeit zu betrügerischen Absprachen (sogenannte Kollusion, siehe Bundesliga-Skandal).

## Algorithmen

### Rutschsystem
Beim sogenannten Rutschsystem (englisch circle method) werden die Teilnehmer durchnummeriert und in zwei Reihen angeordnet. In jeder Runde treffen die Teilnehmer der oberen Reihe auf die entsprechenden Teilnehmer der unteren Reihe. Die Teilnehmer wechseln von Runde zu Runde jeweils um einen Platz im Uhrzeigersinn. Der Teilnehmer 1 behält während des gesamten Turniers seinen Platz am Anfang der ersten Reihe und wird beim Wechseln der Plätze übersprungen. Am anderen Ende der Reihe wird der nächste Platz im Uhrzeigersinn eingenommen, also an die gegenüber liegende Seite gewechselt.
Bei 14 Teilnehmern ist der Ablauf wie folgt:
Runde 1
Teilnehmer 1 gegen 14, 2 gegen 13, 3 gegen 12 …
| 1  | 2  | 3  | 4  | 5  | 6 | 7 |
| 14 | 13 | 12 | 11 | 10 | 9 | 8 |

Runde 2
Teilnehmer 1 gegen 13, 14 gegen 12, 2 gegen 11 …
| 1  | 14 | 2  | 3  | 4 | 5 | 6 |
| 13 | 12 | 11 | 10 | 9 | 8 | 7 |

Runde 3
Teilnehmer 1 gegen 12, 13 gegen 11, 14 gegen 10 …
| 1  | 13 | 14 | 2 | 3 | 4 | 5 |
| 12 | 11 | 10 | 9 | 8 | 7 | 6 |

Nachdem die Teilnehmer 2 bis 13 im Uhrzeigersinn gewechselt haben, ergeben sich schließlich folgende Begegnungen:
Runde 13
Teilnehmer 1 gegen 2, 3 gegen 14, 4 gegen 13 …
| 1 | 3  | 4  | 5  | 6  | 7  | 8 |
| 2 | 14 | 13 | 12 | 11 | 10 | 9 |

Wenn es eine ungerade Anzahl Teilnehmer gibt, kann ein Dummy-Teilnehmer hinzugefügt werden, dessen Gegner in der einen Runde nicht spielt.
Bei ungerader Teilnehmerzahl wechseln alle Teilnehmer von Runde zu Runde um einen Platz im Uhrzeigersinn. Es gibt keinen Spieler, der seinen Platz beibehält. An rechten Ende der Reihen wird wie oben beschrieben der Platz gewechselt. Am linken Ende befindet sich virtuell der Platz für den Teilnehmer, der nicht spielt.
Bei 5 Teilnehmern ist der Ablauf wie folgt:
Runde 1
|   | 1 | 2 |
| 5 | 4 | 3 |

Runde 2
|   | 5 | 1 |
| 4 | 3 | 2 |

Runde 3
|   | 4 | 5 |
| 3 | 2 | 1 |

Runde 4
|   | 3 | 4 |
| 2 | 1 | 5 |

Runde 5
|   | 2 | 3 |
| 1 | 5 | 4 |

### Paarungstafeln
Auch bei sogenannten Paarungstafeln, Berger tabelle, werden die {\displaystyle n} Teilnehmer durchnummeriert und in zwei Reihen angeordnet, wobei in jeder Runde die Teilnehmer der oberen Reihe auf die entsprechenden Teilnehmer der unteren Reihe treffen.
Die Teilnehmer wechseln von Runde zu Runde jeweils um {\displaystyle {\tfrac {n}{2}}} Platz gegen den Uhrzeigersinn. Der Teilnehmer n behält während des gesamten Turniers seinen Platz am Anfang der ersten Reihe und wird beim Wechseln der Plätze übersprungen.
Bei 10 Teilnehmern ist der Ablauf wie folgt:
Runde 1
| 1  | 2 | 3 | 4 | 5 |
| 10 | 9 | 8 | 7 | 6 |

Runde 2
| 6  | 7 | 8 | 9 | 1 |
| 10 | 5 | 4 | 3 | 2 |

usw.
Runde 9
| 5  | 6 | 7 | 8 | 9 |
| 10 | 4 | 3 | 2 | 1 |

Dieser Spielplan kann auch als 10×10-Tabelle dargestellt werden. Alle Spiele in einer Runde bilden eine Diagonale in der Tabelle. Weil die Teilnehmer nicht gegen sich selbst spielen, bleiben die Felder der Hauptdiagonalen leer. Stattdessen spielt der betroffene Teilnehmer in dieser Runde gegen den Teilnehmer 10. Jede Zahl von 1 bis 9 in der Tabelle gibt die Runde an, in der die Teilnehmer der entsprechenden Zeile und Spalte gegeneinander spielen.
| ×  | 1 | 2 | 3 | 4 | 5 | 6 | 7 | 8 | 9 | 10 |
| -- | - | - | - | - | - | - | - | - | - | -- |
| 1  |   | 2 | 3 | 4 | 5 | 6 | 7 | 8 | 9 | 1  |
| 2  | 2 |   | 4 | 5 | 6 | 7 | 8 | 9 | 1 | 3  |
| 3  | 3 | 4 |   | 6 | 7 | 8 | 9 | 1 | 2 | 5  |
| 4  | 4 | 5 | 6 |   | 8 | 9 | 1 | 2 | 3 | 7  |
| 5  | 5 | 6 | 7 | 8 |   | 1 | 2 | 3 | 4 | 9  |
| 6  | 6 | 7 | 8 | 9 | 1 |   | 3 | 4 | 5 | 2  |
| 7  | 7 | 8 | 9 | 1 | 2 | 3 |   | 5 | 6 | 4  |
| 8  | 8 | 9 | 1 | 2 | 3 | 4 | 5 |   | 7 | 6  |
| 9  | 9 | 1 | 2 | 3 | 4 | 5 | 6 | 7 |   | 8  |
| 10 | 1 | 3 | 5 | 7 | 9 | 2 | 4 | 6 | 8 |    |

## Mathematische Zusammenhänge

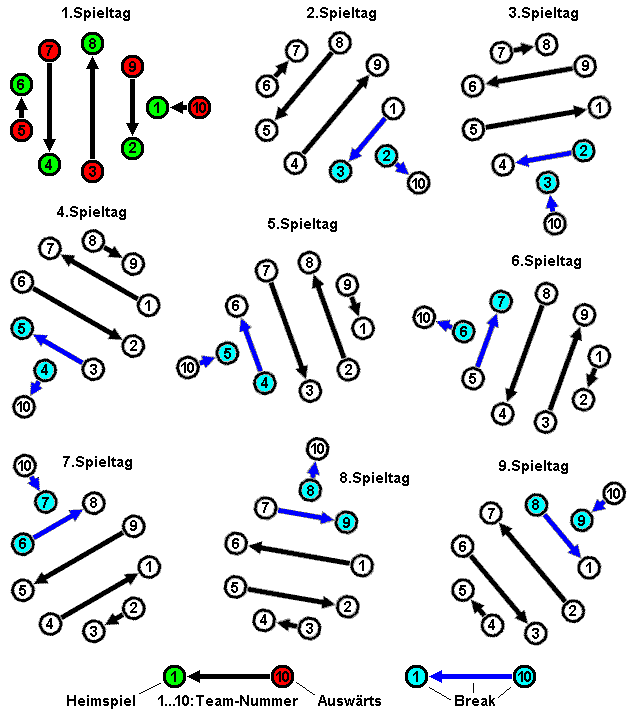
Ablauf eines einfachen Rundenturniers mit 10 teilnehmenden Mannschaften

Ein vollständiger Graph mit 8 Knoten, der in 7 perfekte Matchings zerlegt ist (siehe Faktor (Graphentheorie) und Satz von Baranyai). Die Knoten stellen die Mannschaften, die Kanten stellen die Spiele und die Farben stellen die Spieltage eines einfachen Rundenturniers dar.

Wenn {\displaystyle n} die Anzahl Teilnehmer ist, gibt es bei einem Doppelrundenturnier {\displaystyle n\cdot (n-1)} Spiele. Ein einfaches Rundenturnier benötigt {\displaystyle {\tfrac {n}{2}}\cdot (n-1)} Spiele. Wenn {\displaystyle n} gerade ist, können an jedem der {\displaystyle n-1} Spieltage {\displaystyle {\tfrac {n}{2}}} Spiele gleichzeitig gespielt werden, vorausgesetzt es existieren genug Spielplätze. Wenn {\displaystyle n} ungerade ist, gibt es {\displaystyle n} Spieltage mit je {\displaystyle {\tfrac {n-1}{2}}} Spielen und einem Kontrahenten ohne Spiel an diesem Spieltag.
Aus dem Satz von Baranyai folgt, dass es tatsächlich bei jeder Teilnehmerzahl möglich ist, einen solchen Spielplan zu erstellen.
Wenn man jeden Spieltag unabhängig von den anderen Spieltagen betrachtet, ist die Anzahl der Möglichkeiten dafür, welche Mannschaften an einem Spieltag gegeneinander spielen, gleich {\displaystyle (n-1)\cdot (n-3)\cdot (n-5)\dotsm 1} für {\displaystyle n} gerade und {\displaystyle (n-1)\cdot (n-3)\cdot (n-5)\dotsm 2} für {\displaystyle n} ungerade. Das lässt sich so erkennen: Für die erste der {\displaystyle n} Mannschaften gibt es {\displaystyle n-1} mögliche Gegner. Dann gibt es für die nächste Mannschaft noch {\displaystyle n-3} Gegner usw. Diese Anzahl ist die Doppelfakultät {\displaystyle (n-1)!!}
Für die Fußball-Bundesliga mit 18 Mannschaften gibt es {\displaystyle 17\cdot 15\cdot 13\dotsm 1=34459425} Möglichkeiten für einen Spieltag.
Die Anzahl der möglichen Spielpläne – ohne Berücksichtigung der Reihenfolge der Spieltage (Farben) – ist gleich der Anzahl der möglichen 1-Faktorisierungen des vollständigen Graphen mit {\displaystyle n} Knoten, also gleich der Anzahl der möglichen Zerlegungen des vollständigen Graphen in perfekte Matchings (siehe Abbildung rechts).
Diese Anzahl steigt schneller als exponentiell mit der Anzahl der Mannschaften (Knoten):
| Anzahl der möglichen Spielpläne für ein einfaches Rundenturnier mit n Mannschaften | Anzahl der möglichen Spielpläne für ein einfaches Rundenturnier mit n Mannschaften | Anzahl der möglichen Spielpläne für ein einfaches Rundenturnier mit n Mannschaften |
| n                                                                                  | ohne Reihenfolge der Spieltage                                                     | mit Reihenfolge der Spieltage                                                      |
| ---------------------------------------------------------------------------------- | ---------------------------------------------------------------------------------- | ---------------------------------------------------------------------------------- |
| 2                                                                                  | 1                                                                                  | 1                                                                                  |
| 4                                                                                  | 1                                                                                  | 6                                                                                  |
| 6                                                                                  | 6                                                                                  | 720                                                                                |
| 8                                                                                  | 6240                                                                               | 31449600                                                                           |
| 10                                                                                 | 1225566720                                                                         | 444733651353600                                                                    |

Die übliche Vorgehensweise für ein Rundenturnier besteht darin, jedem Teilnehmer eine Nummer zuzuweisen und dann die Begegnungen jeder Runde aus so genannten Paarungstafeln (englisch Berger tables) zu entnehmen.
Für Brettspiele, bei denen die Teilnehmer sich an einer Tischreihe paarweise gegenübersitzen, ist das Rutschsystem eine einfach funktionierende Vorgehensweise zur Austragung eines Rundenturniers.

## Weitere Turnierformen
- Doppel-K.-o.-System
- K.-o.-System
- Schweizer System